# Yankee Stadium (1923)
O Yankee Stadium, ou A casa que Ruth construiu, foi um estádio localizado no distrito do Bronx, na cidade de New York (Estados Unidos). Foi a casa do tradicional time de beisebol New York Yankees entre 1923 e 2008 e foi a casa do time de futebol americano New York Giants da NFL durante quase 20 anos (1956-1973).

## História

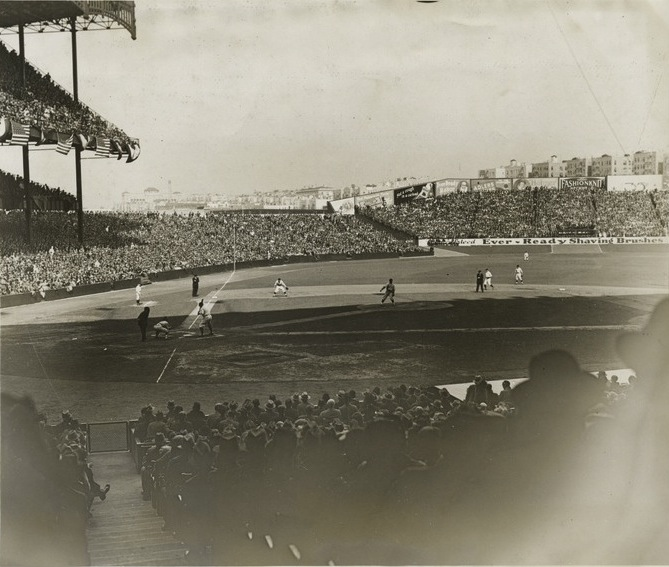
O estádio em 1927.

Inaugurado originalmente em 18 de abril de 1923, passou por amplas reformas entre 1974 e 1975 (enquanto os Yankees utilizaravam o Shea Stadium), e foi reinaugurado em 15 de abril de 1976. O primeiro jogo noturno ocorreu em 28 de maio de 1946. A capacidade, que já foi de 82.000 passou para um pouco acima dos 57 mil lugares.
O Yankee Stadium recebeu 37 das 82 World Series (Série de Jogos entre os campeões da National League e da American League), e o New York Yankees venceu 27 vezes. 16 decisões terminaram no Yankee Stadium, com 9 Títulos dos donos da casa. Recebeu também o All-star game da MLB quatro vezes: 1939, 1960, 1977 e 2008.
Em 2008 a história desse lendário estádio acabou com a sua demolição. A última partida oficial aconteceu em 21 de Setembro, onde o Yankees derrotou o Baltimore Orioles por 7 a 3. O time passou a mandar seus jogos no novo estádio, construído no terreno ao lado que recebeu o nome de Yankee Stadium.

### Jogo final e encerramento

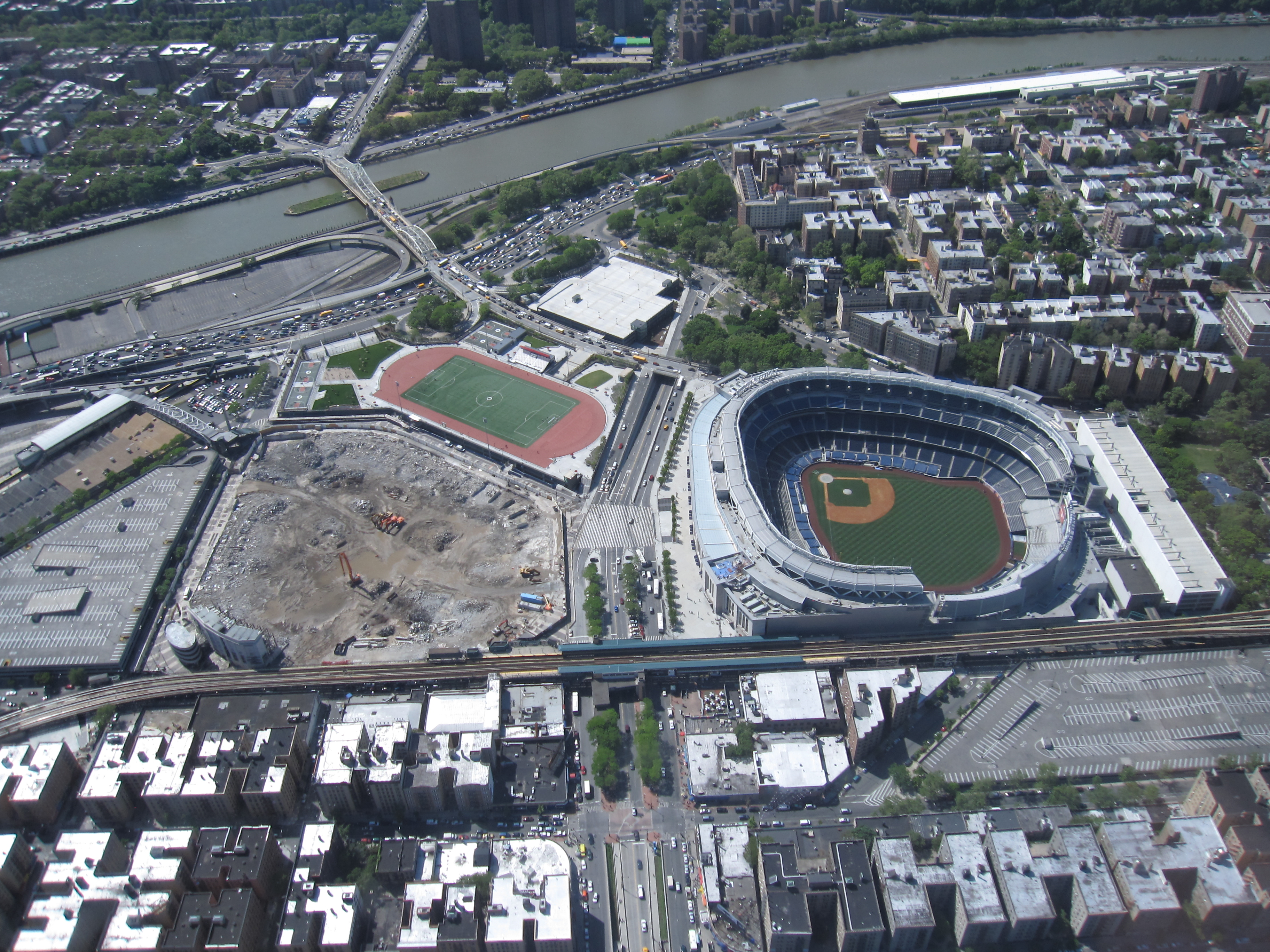
O antigo Yankee Stadium (a esquerda) demolido ao lado do novo Yankee Stadium (a direita) em 2010.

Tendo Derek Jeter como capitão e Andy Pettite como arremessador titular, o Yankees jogou sua última partida no Yankee Stadium, realizada contra o Baltimore Orioles no dia 21 de setembro de 2008, o jogo vencido por 7 a 3 marcou uma grande coincidência já que o nome original do New York Yankees era Baltimore Orioles Yankees', uma vez que foram baseados em Baltimore, Maryland, em 1901 e 1902, antes do irem definitivamente para Nova Iorque.
José Molina bateu o último home run no Yankee Stadium e Mariano Rivera fez o arremesso final do estádio, a última corrida aconteceu na sétima entrada marcada por Brett Gardner, a última rebatida válida do Yankees foi realizada por Jason Giambi e Derek Jeter foi o último jogador da equipe a ocupar uma base.
Muitos ex-jogadores e várias personalidades ligadas ao Yankees presenciaram o jogo, coube a filha de Babe Ruth, Julia Ruth Stevens, realizar o primeiro arremesso da partida de forma simbólica, e no final todos saudaram os mais de 57 mil torcedores que lotaram pela última vez o estádio, muitos deles assinaram seus nomes nas paredes e deixaram várias mensagens, jogadores levaram terra do monte do pitcher e também do home plate como lembrança.